# Dana DeArmond
Dana DeArmond, née le 16 juin 1979 à Fort Bragg, est une actrice pornographique américaine.

## Biographie
Ancienne patineuse artistique sur glace puis elle travaille à Disney World en Floride.
Elle s'est fait connaitre grâce à son Myspace (+ 300 000 amis).
En 2021, elle interprète l'un des personnages du film Pleasure de la réalisatrice suédoise Ninja Thyberg.

## Filmographie sélective
Le nom du film est suivi du nom de ses partenaires lors des scènes pornographiques.
- 2005 : Dana DeArmond's Foot Tease
- 2005 : Pain B4 Pleasure avec Mistress Aradia et une fille
- 2006 : Girls Love Girls 2 avec Roxy DeVille
- 2006 : Anal Adventures 1: Sorority Sisters avec Nadia Styles
- 2007 : By Appointment Only 5 avec Marlie Moore
- 2007 : The Violation of Heather Gables avec Heather Gables, Audrey Hollander, Desire Moore, Keeani Lei, Misty Stone et Naudia Nyce
- 2008 : Women Seeking Women 41 avec Roxy Deville
- 2008 : Women Seeking Women 43 avec Adrianna Nicole
- 2008 : Road Queen 7 avec Elexis Monroe
- 2008 : Road Queen 8 avec Bobbi Starr
- 2008 : Lesbian Seductions 21 avec Autumn Moon
- 2009 : Women Seeking Women 53 avec Ashlyn Rae
- 2009 : Women Seeking Women 54 avec Syd Blakovich
- 2009 : Women Seeking Women 57 avec Juliana Jolene
- 2009 : When Ginger Met Nina avec Nina Hartley
- 2009 : Road Queen 12 avec Claire Adams et Misty Stone
- 2009 : Belladonna: No Warning 4 avec Aiden Starr
- 2010 : Top Wet Girls 5 avec Donna Bell (scène 1) ; avec Liana (scène 4)
- 2010 : Road Queen 13 avec Hayden Night
- 2010 : Road Queen 14 avec Deauxma
- 2011 : Women Seeking Women 70 avec Aimee Addison
- 2011 : Women Seeking Women 74 avec Melissa Monet
- 2011 : Women Seeking Women 75 avec Rozen Debowe
- 2011 : Lesbian Adventures: Strap-On Specialists 3 avec Sincerre LeMore
- 2011 : Girls Kissing Girls 7 avec Andy San Dimas
- 2011 : Cherry 2 avec Evelin Rain
- 2012 : Lesbian Adventures: Strap-On Specialists 4 avec Dani Daniels
- 2012 : Lesbian Seductions: Older/Younger 42 avec Kiera Kelly
- 2012 : Women Seeking Women 87 avec Cytherea
- 2012 : Girls Kissing Girls 10 avec Victoria Rae Black
- 2012 : Belladonna: The Sexual Explorer avec Belladonna
- 2012 : Belladonna: No Warning 7 avec Katie St. Ives et Lia Lor
- 2013 : Women Seeking Women 100 avec Bonnie Rotten
- 2013 : Lesbian Adventures: Wet Panties Trib 4 avec Celeste Star
- 2013 : Girls Kissing Girls 13 avec Lola Foxx
- 2013 : Belladonna: No Warning 8 avec Ash Hollywood
- 2014 : Samantha Saint is Pretty Fantastic
- 2014 : Road Queen 30 avec Deauxma
- 2014 : Mother-Daughter Exchange Club 33 avec Shyla Jennings
- 2014 : Lesbian Sex 12 avec Simone Sonay
- 2014 : Lesbian Adventures: Older Women, Younger Girls 6 avec Carter Cruise
- 2014 : Girls Kissing Girls 15 avec August Ames
- 2014 : Sisters Of Anarchy avec Evan Stone
- 2015 : Lesbian Adventures: Strap-On Specialists 8 avec Shyla Jennings
- 2015 : Women Seeking Women 118 avec Kara Price
- 2016 : Cheer Squad Sleepovers 16 avec Kristen Scott et Alice Lighthouse
- 2016 : Lesbian Adventures: Older Women, Younger Girls 9 avec Melissa Moore
- 2017 : Cheer Squad Sleepovers 23 avec Dolly Leigh
- 2017 : Women Seeking Women 146 avec Maddy O'Reilly
- 2018 : Lesbian Adventures: Strap-On Specialist 13 avec Sofi Ryan
- 2018 : Lesbian Seductions: Older/Younger 62 avec Giselle Palmer
- 2018 : Mother-Daughter Exchange Club 53 avec Victoria Voxxx
- 2018 : Mother-Daughter Exchange Club 55 avec Tali Dova
- 2018 : Lesbian Adventures: Older Women, Younger Girls 12 avec Alina Lopez
- 2018 : Lesbian Seductions 65 avec Vienna Rose
- 2021 : Pleasure

## Récompenses

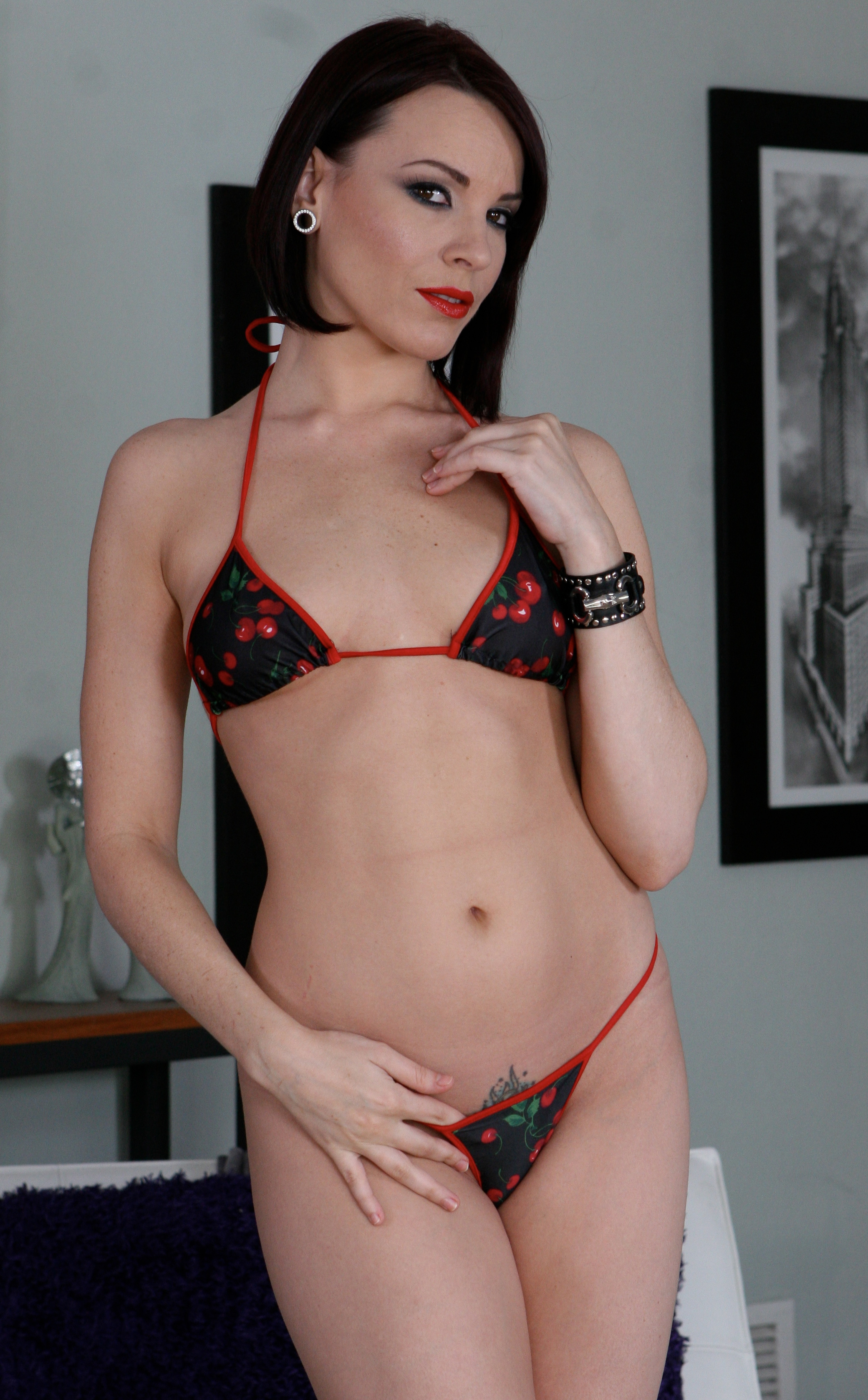
Dana DeArmond 2008

- 2008 : CAVR (Cyberspace Adult Video Reviews) – Siren of Year
- 2009 : Urban X Awards – Best Anal Sex Scene – Rico The Destroyer avec Rico Strong
- 2010 : Urban X Awards – Best Anal Sex Scene –Juicy White Anal Booty 4/WCP avec LT
- 2010 : Urban X Awards – Best Anal Sex Scene –Juicy White Anal Booty 4/WCP avec LT
- 2012 : AVN Award - Best Girl/Girl Sex Scene - Belladonna: Sexual Explorer avec Belladonna